# Bevrijding van Hooglede
Dit stuk behandelt de bevrijding van Hooglede, een gemeente in West-Vlaanderen, tijdens de Tweede Wereldoorlog.

## Poolse bevrijders
Op 1 september 1944 zette het 2e Poolse pantserregiment van generaal Maczek voet aan wal in Frankrijk. Dit regiment werd in 1943 opgericht in Engeland en bestond uit overlevenden van de 10e cavaleriebrigade die vocht tijdens de Duitse inval in Polen.

## De strijd
Op woensdag 6 september rolden Poolse tanks Boeschepe Westouter binnen en vervolgden hun opmars via Poperinge en Ieper naar Roeselare. Op donderdag 7 september 1944 bereikten een 200-tal Polen de wijk Sleihage. Daar maakten ze vijandelijk contact met een 500-tal Duitsers die de aftocht van het Duitse leger moesten dekken. Zij waren hevig bewapend met kanonnen en machinegeweren.
Er werd vooral hevig gevochten in Sleighage, de Ieperstraat, de Wulfhoekstraat, de Biebuyck, de Vosseberg, de Hogestraat en de Bruggestraat. Omstreeks 17 uur was Hooglede bevrijd. Er werden drie Duitse compagnies gevangengenomen, het 5e, 6e en 7e van het 2e bataljon 937ste infanterieregiment. Ongeveer 200 Duitsers werden krijgsgevangengenomen.

## Slachtoffers
Het Duitse leger telde een 20-tal gesneuvelden. Aan Poolse zijde sneuvelden drie Polen:
Korporaal-cadet Andrzey Zylber (10e jagers te paard) werd in de Bruggestraat in het hoofd getroffen.
Infanterist Jan Wybart, schuilnaam voor Kazimierz Wasilewski (10e jagers te paard) sneuvelde in de Ieperstraat.
Tankchauffeur Szymon Maksymiec (2e pantserregiment) werd verkoold in zijn tank aan getroffen.
Op 18 september 1944 werden de drie Poolse gesneuvelden eervol begraven op het kerkhof van Hooglede.